# День Республики Сербской
День Республики Сербской (серб. Дан Републике Српске, босн. и хорв. Dan Republike Srpske) — главный национальный праздник Республики Сербской. Отмечается ежегодно, 9 января. Неофициальным покровителем является святой архидиакон Стефан, исторически являвшийся покровителем средневековых королей династии Котроманичей, носящих своё имя в его честь, память о котором православные празднуют в этот же день.

## История и празднование
Дата для проведения этого сравнительно молодого, но в то же время старейшего в республике, праздника выбрана не случайно.
Государственном образование Республика Сербская было создано на территории Боснии и Герцеговины в результате Дейтонского соглашения в 1995 году, однако, де-факто она существовала с 28 февраля 1992 года, с того дня, как была принята конституция страны. Но еще до этого, в самом начале 1992 года, президент Боснии и Герцеговины Алия Изетбегович потребовал у Белграда признания независимости страны от Социалистической Федеративной Республики Югославия. Депутаты от боснийских сербов покинули республиканский парламент и почти сразу провозгласили создание «Республики Сербского народа Боснии и Герцеговины из Боснийской Краины и восточной Боснии». Тогда, 9 января 1992 года, боснийскими сербами был сделан первый шаг на пути обретения собственной государственности.
9 января является в Республике Сербской государственным праздником — Днем республики — и выходным днём.
В «День Республики Сербской» в столице страны городе Баня-Лука, а также практически во всех населённых пунктах Республики Сербской проходят праздничные мероприятия: концерты, конкурсы, викторины и т. п. Руководство государственного образования поздравляет своих граждан с обретением суверенитета и призывает почтить память тех, кто заплатил за него собственной жизнью. Поминальные службы о погибших солдатах проходят и в уцелевших после войны Храмах Сербской православной церкви.